# Гимназия имени Петра Кузмяка
Гимна́зия имени Петра́ Кузмяка́ (серб. Гимназија «Петро Кузмјак») — среднеобразовательное учреждение русинского меньшинства в Воеводине в селе Руски-Крстур (Сербия).

## История
Названа в честь Петра Кузмяка (1816—1900), русинского педагога, поэта, деятеля культуры.
В 1945 году в Руском-Крстуре была впервые открыта государственная реальная гимназия с преподаванием на русинском языке. В 1949 году она была реорганизована в основную школу.
Гимназия с преподаванием на русинском языке была вновь открыта в 1970 году как филиал Врбасской гимназии им. Велько Влаговича, а позже получила самостоятельный статус. В 1973 году гимназия была удостоена Октябрьской награды, а в 1975 году награждена орденом Братства и единства с серебряным венком. В 1977 году открылся учебный комплекс имени русинского учителя и священника Петра Кузмяка (с 1987 года в новом здании). В 1990 году было введено преподавание также и на сербском. В 2009 году в гимназии был введён новый профиль обучения — туристический сервис.

## Учебный процесс
Гимназия предоставляет образование на русинском и сербском языках. В 2011/2012 учебном году в первый класс гимназии пошли 50 школьников. В основной школе обучение идёт с 1-го по 8-й класс, в общей сложности в 2011/12 учебном году в 19 классах занимаются 360 учеников. Гимназия проводит обучение в течение четырёх лет. В 2011/12 учебном году в ней занимались 208 учащихся, из них 60 на первом году обучения были разделены поровну между общеобразовательным направлением (по 15 на сербском и русинском отделении) и отделением туристического сервиса. Крстурская гимназия является единственной в мире, где предоставляется возможность получения среднего образования на русинском языке. Большинство общественных и культурных деятелей русинской общины в стране являются выпускниками Крстурской школы, она же поставляет основную массу студентов кафедр русинского языка и литературы.
В школу им. Петра Кузмяка отдают своих детей русинские семьи из других населённых пунктов страны. При школе действует Дом школьника (интернат) на 70 мест, школьная столовая, физкультурный зал и спортивные площадки.